# Vitesse de coque
La vitesse de coque ou vitesse de déplacement est la vitesse à laquelle la longueur d'onde de la vague d'étrave d'un navire est égale à la longueur de la ligne de flottaison du navire. 

## Description

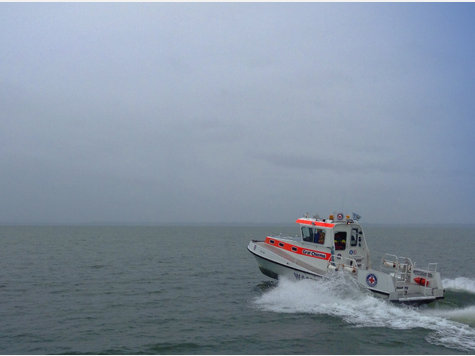
Bateau approchant de sa vitesse de coque. Sans déjaugeage, la vitesse maximale de déplacement ne dépend pas de la puissance du moteur, mais de la longueur de la ligne de flottaison.

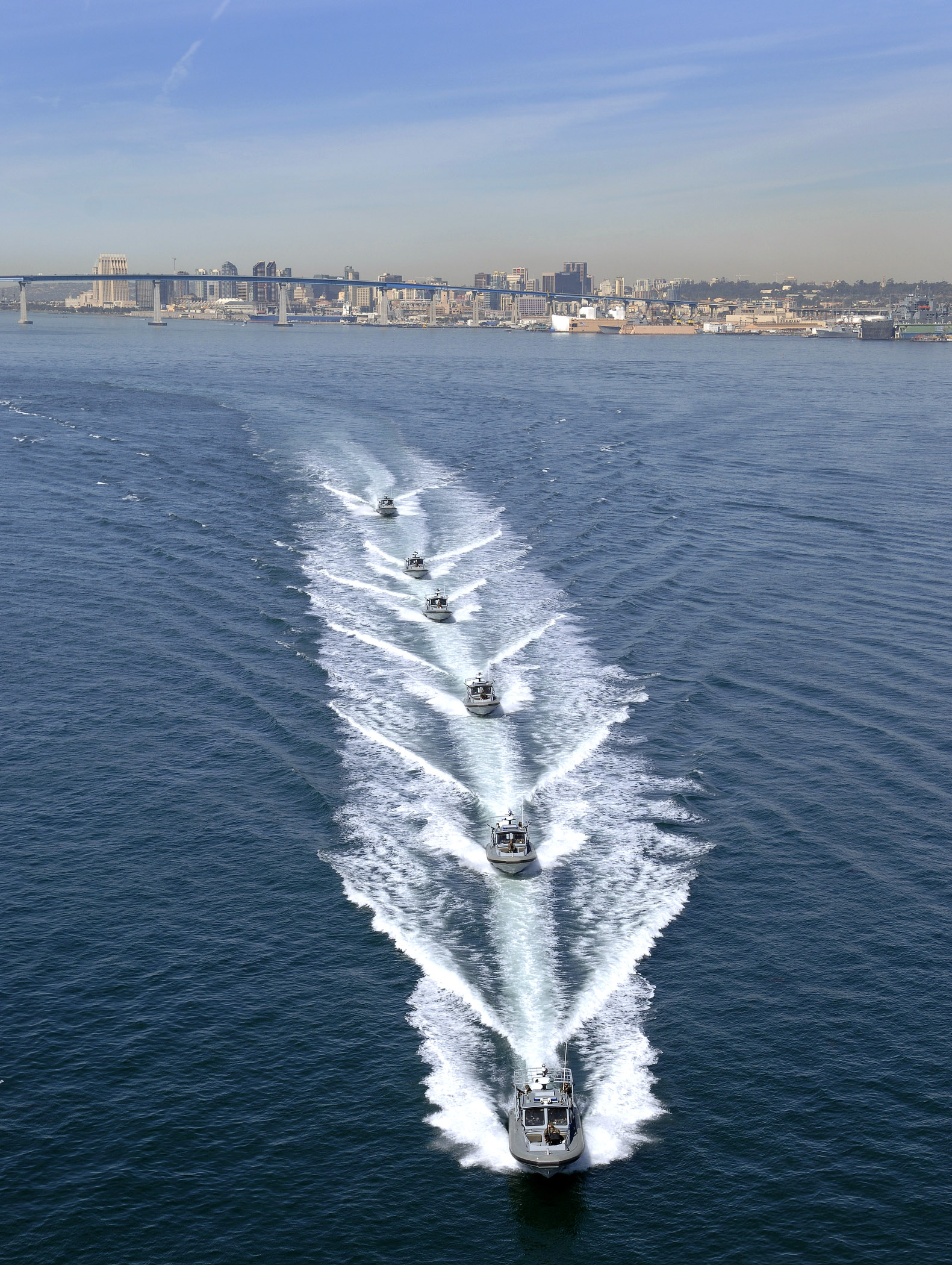
Bateaux de patrouille faisant des manœuvres à San Diego. On peut observer les vagues de proue et de poupe.

Pour avancer, la carène du bateau doit déplacer une masse de liquide égale à sa propre masse. Outre les frictions inhérentes à ce déplacement, celui-ci génère un système de vagues. Lorsque la vitesse augmente, les petites vagues créés à petite vitesse se dissipent alors que la vague d'étrave augmente en amplitude jusqu'à ce que la vitesse de coque soit atteinte, et qu'il n'y a plus alors que 2 vagues : la vague d'étrave et la vague de poupe ou vague de traînée. D'un point de vue technique, à la vitesse de coque, les vagues d'étrave et de poupe interfèrent de manière constructive, augmentant l'amplitude des vagues, et donc la traînée dues aux vagues. La traînée du navire pour une coque en déplacement archimédien augmente considérablement avec la vitesse à mesure que la vitesse de la coque est approchée et dépassée, généralement sans inflexion notable à la vitesse de la coque.
À l'approche de la vitesse de la coque, un navire en mode de déplacement archimédien semble remonter à l'assaut de sa vague d'étrave. Cette vitesse de coque est directement liée à la forme et au volume immergé de la coque, et par conséquent au système de vague qu'elle génère. Cette vitesse peut se calculer pour chaque forme de coque, en utilisant le nombre de Froude. À moins que la coque du navire et la puissance de son moyen de propulsion permette le déjaugeage, cette vitesse de coque a longtemps été assimilée à la vitesse limite du navire. 
Le déjaugeage, ou passage de régime archimédien en régime hydrodynamique, permet de dépasser largement cette vitesse. Les travaux de l'architecte britannique Nigel Irens sur des bateaux à moteur ultra légers, longs et fins, lui ont permis de montrer que la vitesse de coque pouvait être dépassée avec des moteurs de puissance limitée sans nécessiter de déjaugeage. Le concept de vitesse de la coque est peu utilisée dans l'architecture navale moderne, où les considérations de rapport vitesse/longueur ou de nombre de Froude sont considérées comme plus utiles.

## Contexte
Lorsqu'un navire se déplace dans l'eau, il crée un système de vagues qui s'apparente à une onde stationnaire et s'oppose à son mouvement,,. Cet effet augmente considérablement dans les coques à déplacement à un nombre de Froude d'environ 0,35 en raison de l'augmentation rapide de la résistance du train d'onde transversale. Lorsque le nombre de Froude atteint 0,40, la traînée due à la vague d'étrave devient prédominant jusqu'à un nombre de Froude d'environ 0,45 et culmine à un nombre de Froude d'environ 0,50.
Cette très forte augmentation de la résistance à l'approche de la vitesse de coque semblait probablement insurmontable dans les premiers voiliers et est donc devenue une barrière apparente. Cela a conduit au concept de vitesse de coque.

## Principes de calculs
La vitesse de la coque est liée à la longueur de la ligne de flottaison du bateau et à la longueur d'onde de la vague qu'il produit lorsqu'il se déplace dans l'eau.
{\displaystyle v_{coque}={\sqrt {L_{flottaison}\cdot g \over 2\pi }}}
soit {\displaystyle v_{coque}=1,25{\sqrt {L_{flottaison}}}}
où
{\displaystyle L_{flottaison}} est la longueur à la flottaison en mètres,
{\displaystyle v_{coque}} est la vitesse de coque du navire en mètres par seconde, et
{\displaystyle g} est l'accélération due à la pesanteur en mètres par seconde carrée.
Cette équation est la même que l'équation utilisée pour calculer la vitesse des vagues.

## Implications sur la conception des carènes

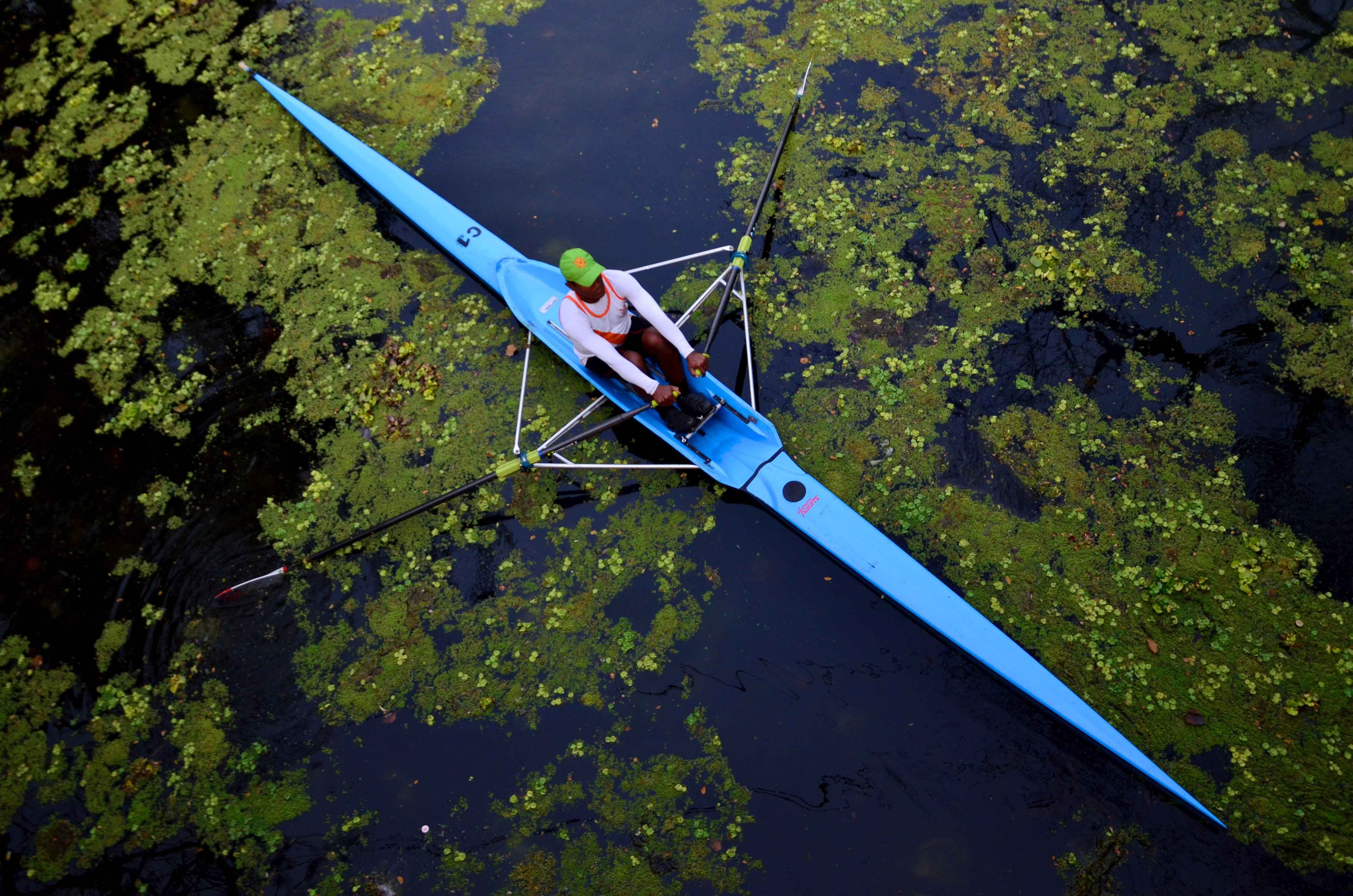
bateaux à rames de compétition, lignes de coque très fines permettant de dépasser la vitesse de coque.

La résistance aux vagues dépend des proportions et de la forme de la coque : de nombreuses conceptions modernes de navires à déplacement permettent de dépasser la vitesse de coque sans déjaugeage, notamment par l'affinement des lignes de coque à certains endroits critiques, les formes perce-vagues, ou encore les étraves inversées. 
Ces formes de coque sont couramment utilisées par les kayaks, les bateaux à rames de compétition, les catamarans, les ferries rapides. Les kayaks de course peuvent par exemple dépasser la vitesse de coque de plus de 100 % même s'ils ne déjaugent pas.
Les bateaux lourds avec des coques conçues pour le déjaugeage ne peuvent généralement pas dépasser la vitesse de la coque sans planer,.